# Марк Попіллій Ленат (консул 173 року до н. е.)
Марк Попі́ллій Лена́т (лат. Marcus Popillius Laenas, ? — після 159 до н. е.) — політичний та військовий діяч Римської республіки, консул 173 року до н. е., поет.

## Життєпис
Походив з впливового плебейського роду Попілліїв. У 180 році входив до колегії тріумвірів щодо розподілу землі у південній Етрурії. У 176 році до н. е. став претором. У 175 році до н. е. як пропреторську провінцію отримав Сардинію, але не поїхав туди особисто, керував через уповноважених осіб.
У 173 році до н. е. його обрали консулом разом з Луцієм Постумієм Альбіном. Воював проти лігурів, підкоривши плем'я стателатів (вбив 10 тисяч осіб), зруйнувавши місто Каріст. У 172 році до н. е. як проконсул керував Лігурією, значно спустошивши землі стателатів (було вбито 6 тисяч осіб).
У 171—168 роках як легат консула Квінта Марція Філіпа брав участь у Третій македонській війні. У 159 році до н. е. став цензором (разом з Публієм Корнелієм Сципіоном Назікою Коркулом). Подальша доля Марка Попіллія Лената невідома.

## Родина
- син Марк Попіллій Ленат, консул 139 року до н. е.